# エンチャントレス
エンチャントレス（英: Enchantress）は、DCコミックスの出版するアメリカン・コミックスに登場する架空のアンチヒロイン。ボブ・ハニーとハワード・パーセルによって創造され、1966年4月の"Strange Adventures #187"で初登場した。

## 概要
エンチャントレスはホラーやサイエンス・フィクションをテーマにした『Strange Adventures』で魔術をつかって戦うスーパーヒロインとして登場した。その後、1980年の『The Superman Family』で魔術に取り付かれたスーパーヴィランとして再登場する。
1987年の『Legends』でタスクフォースXに初参加し、その後もスーサイド・スクワッドのメンバーとして登場する。
2011年にDCコミックスの魔術系キャラクターによる『ジャスティス・リーグ・ダーク』がシリーズ化され、デッドマン、ジョン・コンスタンティン、ザターナと共に登場した。

## 人物
本名：ジューン・ムーン (June Moone)
古城で開催された仮面舞踏会へ参加した彼女は、隠し扉を開いてしまい不気味な部屋へと迷い込む。そこには不気味な絵画や彫刻が大量に保管されていた。Dzamorの導きによって「The Enchantress」と唱えエンチャントレスとなる。

## 書誌情報
- スーサイド・スクワッド：ブラック・ヴォールト

2017年10月11日発売。 ISBN 978-4796876902
- スーサイド・スクワッド：ゴーイング・セイン

2018年3月7日発売 ISBN 978-4796877138
- ジャスティス・リーグ VS. スーサイド・スクワッド

2018年3月22日発売 ISBN 978-4796877244

## その他のメディア

### 映画
スーサイド・スクワッド (2016年)
演 - カーラ・デルヴィーニュ

### アニメ
DCスーパーヒーロー・ガールズ (2015年-現在)
声 - エイプリル・スチュワート

### ゲーム
インジャスティス2 (2017年)
声 - ブランディ・コップ
プレイアブルキャラクターとして登場している。
「Injustice 2 - Introducing Enchantress!」 - YouTube
レゴ®DCスーパーヴィランズ (2018年)